# Gérard Hartmann
Pour les articles homonymes, voir Hartmann.
Gérard Hartmann, né le 27 septembre 1907 et mort le 18 novembre 1956, est un homme politique français.

## Détail des fonctions et des mandats
Mandat parlementaire
- 18 mai 1952 - 18 novembre 1956 : Sénateur du Haut-Rhin